# Copa Pan-Americana de Hóquei sobre a grama Masculino de 2017
A Copa Pan-Americana de Hóquei sobre a grama Masculino de 2017 foi a quinta edição deste torneio, administrado e patrocinado pela Federação Pan-Americana de Hóquei (PAHF), reunindo as principais equipes deste esporte no continente americano. Os Estados Unidos sediaram a competição, com as partidas sendo realizadas na cidade de Lancaster.
A equipe da Argentina conquistou seu terceiro título da Copa Pan-Americana, assegurando assim sua vaga na Copa do Mundo de 2018.

## Regulamento e participantes
A competição teve duas fases distintas.
Na primeira delas, classificatória, as equipes foram divididas em dois grupos, disputados em pontos corridos com partidas dentro dos mesmos. Qualificaram-se às semifinais os dois melhores de cada chave, enquanto as demais equipes foram para o crossover, visando a disputa do quinto ao oitavo lugar.
Em sua segunda e última fase, ocorreram as disputas do sétimo ao terceiro lugar, culminando com a decisão do título. A equipe campeã garantiu a vaga direta para a Copa do Mundo de 2018, na Índia, além de permanecer na Copa Pan-Americana para 2021, junto das seleções que terminaram do segundo ao sexto lugar. As equipes que ocuparam as duas últimas posições irão disputar o Challenge Cup Pan-Americano em sua próxima edição.
Além dos Estados Unidos, se fizeram presentes as seleções de Argentina, Brasil, Canadá, Chile, México, Trinidad e Tobago e Venezuela.

## Jogos
Seguem-se, abaixo, as partidas realizadas nesta competição.

### Primeira fase

#### Grupo A
1ª rodada
| 4 de Agosto |     |           |         |  |  |
| Chile       | 6–0 | Venezuela | Reporte |  |  |

| 4 de Agosto |     |                |         |  |  |
| Argentina   | 6–0 | Estados Unidos | Reporte |  |  |

2ª rodada
| 6 de Agosto |     |           |         |  |  |
| Chile       | 2–9 | Argentina | Reporte |  |  |

| 6 de Agosto    |     |           |         |  |  |
| Estados Unidos | 5–0 | Venezuela | Reporte |  |  |

3ª rodada
| 8 de Agosto |      |           |         |  |  |
| Argentina   | 12–0 | Venezuela | Reporte |  |  |

| 8 de Agosto    |     |       |         |  |  |
| Estados Unidos | 3–1 | Chile | Reporte |  |  |

#### Classificação final - Grupo A
| Equipe         | Pts | J | V | E | D | GF | GC | Saldo |
| -------------- | --- | - | - | - | - | -- | -- | ----- |
| Argentina      | 9   | 3 | 3 | 0 | 0 | 27 | 2  | +25   |
| Estados Unidos | 6   | 3 | 2 | 0 | 1 | 8  | 7  | +1    |
| Chile          | 3   | 3 | 1 | 0 | 0 | 9  | 12 | -3    |
| Venezuela      | 0   | 3 | 0 | 0 | 3 | 0  | 23 | -23   |

- Convenções: Pts = pontos, J = jogos, V = vitórias, E = empates, D = derrotas, GF = gols feitos, GC = gols contra, Saldo = diferença de gols.
- Critérios de pontuação: vitória = 3, empate = 1, derrota = 0.
- Argentina e Estados Unidos qualificaram-se às semifinais.

#### Grupo B
1ª rodada
| 4 de Agosto |     |                   |         |  |  |
| Canadá      | 4–0 | Trinidad e Tobago | Reporte |  |  |

| 4 de Agosto |     |        |         |  |  |
| Brasil      | 3–1 | México | Reporte |  |  |

2ª rodada
| 6 de Agosto |     |        |         |  |  |
| Brasil      | 0–2 | Canadá | Reporte |  |  |

| 6 de Agosto       |     |        |         |  |  |
| Trinidad e Tobago | 3–2 | México | Reporte |  |  |

3ª rodada
| 8 de Agosto       |     |        |         |  |  |
| Trinidad e Tobago | 2–1 | Brasil | Reporte |  |  |

| 8 de Agosto |     |        |         |  |  |
| Canadá      | 6–0 | México | Reporte |  |  |

#### Classificação final - Grupo B
| Equipe            | Pts | J | V | E | D | GF | GC | Saldo |
| ----------------- | --- | - | - | - | - | -- | -- | ----- |
| Canadá            | 9   | 3 | 3 | 0 | 0 | 12 | 0  | +12   |
| Trinidad e Tobago | 6   | 3 | 2 | 0 | 1 | 5  | 7  | -2    |
| Brasil            | 3   | 3 | 1 | 0 | 2 | 4  | 5  | -1    |
| México            | 0   | 3 | 0 | 0 | 3 | 12 | 17 | -9    |

- Convenções: Pts = pontos, J = jogos, V = vitórias, E = empates, D = derrotas, GF = gols feitos, GC = gols contra, Saldo = diferença de gols.
- Critérios de pontuação: vitória = 3, empate = 1, derrota = 0.
- Canadá, junto de Trinidad e Tobago, qualificaram-se às semifinais.

### Fase final

#### Semifinais
| 10 de Agosto |           |     |                   |         |  |  |
| S1           | Argentina | 8-1 | Trinidad e Tobago | Reporte |  |  |

| 10 de Agosto |        |               |                |         |  |  |
| S2           | Canadá | 1-1 (SO: 4-3) | Estados Unidos | Reporte |  |  |

#### Crossover 5º ao 8º lugar
| 11 de Agosto |       |     |        |         |  |  |
| J1           | Chile | 8-1 | México | Reporte |  |  |

| 11 de Agosto |        |     |           |         |  |  |
| J2           | Brasil | 4-1 | Venezuela | Reporte |  |  |

#### Decisões
| 12 de Agosto |        |     |           |         |  |  |
| 7/8          | México | 1-0 | Venezuela | Reporte |  |  |

| 12 de Agosto |       |               |        |         |  |  |
| 5/6          | Chile | 2-2 (SO: 2-4) | Brasil | Reporte |  |  |

| 12 de Agosto |                   |     |                |         |  |  |
| 3/4          | Trinidad e Tobago | 0-3 | Estados Unidos | Reporte |  |  |

| 12 de Agosto |           |     |        |         |  |  |
| 1/2          | Argentina | 2-0 | Canadá | Reporte |  |  |

### Classificação final
| Posição | Equipe            |
| ------- | ----------------- |
| 1       | Argentina         |
| 2       | Canadá            |
| 3       | Estados Unidos    |
| 4       | Trinidad e Tobago |
| 5       | Brasil            |
| 6       | Chile             |
| 7       | México            |
| 8       | Venezuela         |

Convenções finais:
- A Argentina qualificou-se para a Copa do Mundo de 2018, na cidade de Bhubaneswar (Índia).
- As seleções posicionadas do 1º ao 6º lugar asseguraram suas vagas na seguinte edição da Copa Pan-Americana.
- As equipes em 7º e 8º lugar disputarão a próxima edição do Challenge Cup Pan-Americano.

## Campeão
| Copa Pan-Americana de 2017 Hóquei sobre a grama masculino |
| --------------------------------------------------------- |
| Argentina Campeão (3º título)                             |